# Стили Людовиков
Сти́ли Людо́виков — условное наименование различных художественных стилей в архитектуре и изобразительном искусстве Франции, названных по периодам правления королей. Названия «королевских стилей» традиционно используют в основном французские историки искусства.

## Стили
В искусствознании выделяют шесть стилей Людовиков:
- Стиль Людовика XII — назван по периоду правления Людовика XII (1498—1515). Совпадает с переходом от пламенеющей готики к французскому Ренессансу. В этот период во Францию, в связи с военными походами Карла VIII и самого Людовика XII, проникло влияние искусства итальянских городов-государств.
- Стиль Людовика XIII — назван по периоду правления Людовика XIII (1610—1643). Переходный стиль от французского Позднего Ренессанса, сохранявшего элементы маньеризма и использовавшего некоторые приёмы барокко, к «большому стилю» Людовика XIV.
- Стиль Людовика XIV — назван по периоду правления Людовика XIV (1643—1715). По сути представлял собой первый французский классицизм.
- Стиль Людовика XV — назван по периоду правления Людовика XV (1715—1774). Отождествляется с французским рококо. Его начальная фаза (до 1730 года) совпадала со стилем Регентства.
- Стиль Людовика XVI — назван по периоду правления Людовика XVI (1774—1792). Представлял собой второй французский классицизм 2-й половины XVIII века. Во французской искусствоведческой литературе чаще именуется неоклассицизмом.
- Стиль Людовика XVIII — назван по периоду правления Людовика XVIII (1814—1824). То же, что французский Стиль Реставрации Бурбонов (1814—1830).